# Serie A 2022-2023 (hockey in-line)
La Serie A 2022-2023 è stata la 27ª edizione del massimo campionato italiano di hockey in-line. Il torneo ha avuto inizio il 10 settembre 2022 e si è concluso il 27 maggio 2023.
Lo scudetto è stato conquistato dai Diavoli Vicenza per la seconda volta nella sua storia .

## Stagione

### Formula

#### Stagione regolare
La prima fase (stagione regolare) si svolge secondo la formula del girone all'italiana: ogni formazione affronta tutte le altre due volte, una presso la propria pista (partita in casa), una presso la pista avversa (partita in trasferta). Vengono assegnati tre punti alla squadra che vince una partita nei tempi regolamentari, due punti alla squadra che vince l'incontro ai tempi supplementari o ai rigori, un punto alla squadra sconfitta ai tempi supplementari o ai rigori e zero alla squadra sconfitta nei tempi reolamentari.

#### Seconda fase
Al termine della stagione regolare le prime cinque squadre accedono al Master Round mentre le ultime cinque accedono al Qualification Round che vengono svolti con le modalità della prima fase.

#### Play-off scudetto
Le squadre del Master Round e le prime tre classificate del Qualification Round disputano i play-off scudetto con la formula dell'eliminazione diretta (quarti al meglio delle tre partite; semifinali e finale al meglio delle cinque). La società vincitrice dei play-off conquista il titolo di squadra campione d'Italia.

## Squadre partecipanti
| Club                    | Stagione | Città              | Stagione precedente                                                         |
| ----------------------- | -------- | ------------------ | --------------------------------------------------------------------------- |
| Asiago Vipers           | dettagli | Asiago (VI)        | 4º in Serie A, 4º al Master Round, semifinale dei play-off scudetto         |
| Cittadella              | dettagli | Cittadella (PD)    | 9º in Serie A, 4º al Play-off Round                                         |
| CUS Verona              | dettagli | Verona             | 7º in Serie A, 2º al Play-off Round, quarti di finale dei play-off scudetto |
| Diavoli Vicenza         | dettagli | Vicenza            | 2º in Serie A, 1º al Play-off Round, finale dei play-off scudetto           |
| Edera Trieste           | dettagli | Trieste            | 6º in Serie A, 1º al Play-off Round, quarti di finale dei play-off scudetto |
| Ferrara                 | dettagli | Ferrara            | 3º in Serie A, 3º al Master Round, semifinale dei play-off scudetto         |
| Milano                  | dettagli | Milano             | 1º in Serie A, 2º al Master Round, vince i play-off scudetto                |
| Monleale                | dettagli | Monleale (AL)      | 8º in Serie A, 3º al Play-off Round, quarti di finale dei play-off scudetto |
| Old Style Torre Pellice | dettagli | Torre Pellice (TO) | 2º in Serie B, finale dei play-off promozione                               |
| Tergeste Tigers         | dettagli | Trieste            | 1º in Serie B, vince i play-off promozione, promosso                        |

## Prima fase

### Risultati
| Andata (1ª) | Andata (1ª) | Prima giornata                  | Ritorno (10ª) | Ritorno (10ª) |
|             |             |                                 |               |               |
| 10 set.     | 6-3         | Diavoli Vicenza-Asiago Vipers   | 7-0           | 8 dic.        |
| 10 set.     | 13-1        | Milano-Tergeste Tigers          | 14-1          | 8 dic.        |
| 10 set.     | 5-2         | Monleale-CUS Verona             | 2-9           | 8 dic.        |
| 10 set.     | 0-4         | Old Style Torre Pellice-Ferrara | 3-4           | 8 dic.        |
| 10 set.     | 1-2         | Edera Trieste-Cittadella        | 2-6           | 11 gen.       |

| Andata (2ª) | Andata (2ª) | Seconda giornata                        | Ritorno (11ª) | Ritorno (11ª) |
|             |             |                                         |               |               |
| 17 set.     | 2-5         | CUS Verona-Diavoli Vicenza              | 2-9           | 10 dic.       |
| 17 set.     | 1-8         | Cittadella-Milano                       | 1-8           | 10 dic.       |
| 17 set.     | 3-0         | Ferrara-Monleale                        | 2-3           | 10 dic.       |
| 17 set.     | 3-1         | Tergeste Tigers-Old Style Torre Pellice | 0-3           | 10 dic.       |
| 17 set.     | 5-2         | Asiago Vipers-Edera Trieste             | 5-2           | 17 dic.       |

| Andata (3ª) | Andata (3ª) | Terza giornata                 | Ritorno (12ª) | Ritorno (12ª) |
|             |             |                                |               |               |
| 24 set.     | 10-1        | Diavoli Vicenza-Asiago Vipers  | 6-1           | 21 dic.       |
| 24 set.     | 8-2         | Monleale-Tergeste Tigers       | 2-4           | 17 dic.       |
| 24 set.     | 1-6         | Old Style Torre Pellice-Milano | 1-11          | 21 dic.       |
| 24 set.     | 2-4         | Edera Trieste-CUS Verona       | 2-1 (dts)     | 21 dic.       |
| 24 set.     | 6-2         | Asiago Vipers-Cittadella       | 8-4           | 21 dic.       |

| Andata (4ª) | Andata (4ª) | Quarta giornata                     | Ritorno (13ª) | Ritorno (13ª) |
|             |             |                                     |               |               |
| 1º ott.     | 5-1         | Milano-Monleale                     | 13-1          | 7 gen.        |
| 1º ott.     | 2-4         | CUS Verona-Asiago Vipers            | 2-4           | 7 gen.        |
| 1º ott.     | 4-1         | Ferrara-Edera Trieste               | 0-2           | 7 gen.        |
| 1º ott.     | 3-2         | Ciattadella-Old Style Torre Pellice | 8-2           | 7 gen.        |
| 1º ott.     | 0-11        | Tergeste Tigers-Diavoli Vicenza     | 0-27          | 7 gen.        |

| Andata (5ª) | Andata (5ª) | Quinta giornata                  | Ritorno (14ª) | Ritorno (14ª) |
|             |             |                                  |               |               |
| 8 ott.      | 7-0         | Diavoli Vicenza-Milano           | 0-3           | 14 gen.       |
| 8 ott.      | 0-2         | CUS Verona-Cittadella            | 4-5           | 14 gen.       |
| 8 ott.      | 2-3         | Monleale-Old Style Torre Pellice | 3-7           | 14 gen.       |
| 8 ott.      | 5-1         | Edera Trieste-Tergeste Tigers    | 8-1           | 14 gen.       |
| 8 ott.      | 4-1         | Asiago Vipers-Ferrara            | 8-7 (dts)     | 14 gen.       |

| Andata (6ª) | Andata (6ª) | Sesta giornata                          | Ritorno (15ª) | Ritorno (15ª) |
|             |             |                                         |               |               |
| 12 nov.     | 5-3         | Milano-Edera Trieste                    | 6-2           | 21 gen.       |
| 12 nov.     | 3-4         | Ferrara-CUS Verona                      | 3-2 (dts)     | 21 gen.       |
| 12 nov.     | 5-3         | Cittadella-Monleale                     | 4-3           | 21 gen.       |
| 12 nov.     | 0-6         | Old Style Torre Pellice-Diavoli Vicenza | 1-8           | 21 gen.       |
| 12 nov.     | 5-6 (dts)   | Tergeste Tigers-Asiago Vipers           | 2-7           | 21 gen.       |

| Andata (7ª) | Andata (7ª) | Settima giornata                      | Ritorno (16ª) | Ritorno (16ª) |
|             |             |                                       |               |               |
| 19 nov.     | 11-1        | Diavoli Vicenza-Monleale              | 11-2          | 28 gen.       |
| 19 nov.     | 4-1         | CUS Verona-Tergeste Tigers            | 2-0           | 28 gen.       |
| 19 nov.     | 2-3 (dts)   | Ferrara-Cittadella                    | 1-2 (dts)     | 28 gen.       |
| 19 nov.     | 3-0         | Edera Trieste-Old Style Torre Pellice | 2-1 (dts)     | 28 gen.       |
| 19 nov.     | 5-4         | Asiago Vipers-Milano                  | 1-4           | 28 gen.       |

| Andata (8ª) | Andata (8ª) | Ottava giornata                       | Ritorno (17ª) | Ritorno (17ª) |
|             |             |                                       |               |               |
| 26 nov.     | 12-1        | Diavoli Vicenza-Cittadella            | 8-3           | 1º feb.       |
| 26 nov.     | 7-2         | Milano-CUS Verona                     | 9-1           | 1º feb.       |
| 26 nov.     | 3-2 (dts)   | Monleale-Edera Trieste                | 2-3 (dts)     | 1º feb.       |
| 26 nov.     | 1-2         | Old Style Torre Pellice-Asiago Vipers | 0-10          | 1º feb.       |
| 26 nov.     | 1-2         | Tergeste Tigers-Ferrara               | 3-12          | 1º feb.       |

| \| Andata (9ª) \| Andata (9ª) \| Nona giornata \| Ritorno (18ª) \| Ritorno (18ª) \| \| \| \| \| \| \| \| 3 dic. \| 10-0 \| CUS Verona-Old Style Torre Pellice \| 2-0 \| 4 feb. \| \| 3 dic. \| 5-1 \| Cittadella-Tergeste Tigers \| 3-2 \| 4 feb. \| \| 3 dic. \| 1-9 \| Ferrara-Milano \| 1-4 \| 4 feb. \| \| 3 dic. \| 1-10 \| Edera Trieste-Diavoli Vicenza \| 1-5 \| 4 feb. \| \| 3 dic. \| 9-0 \| Asiago Vipers-Monleale \| 2-0 \| 4 feb. \| |             |                                    |               |               |
| Andata (9ª) | Andata (9ª) | Nona giornata                      | Ritorno (18ª) | Ritorno (18ª) |
| |             |                                    |               |               |
| 3 dic. | 10-0        | CUS Verona-Old Style Torre Pellice | 2-0           | 4 feb.        |
| 3 dic. | 5-1         | Cittadella-Tergeste Tigers         | 3-2           | 4 feb.        |
| 3 dic. | 1-9         | Ferrara-Milano                     | 1-4           | 4 feb.        |
| 3 dic. | 1-10        | Edera Trieste-Diavoli Vicenza      | 1-5           | 4 feb.        |
| 3 dic. | 9-0         | Asiago Vipers-Monleale             | 2-0           | 4 feb.        |

### Classifica finale prima fase
|  | Pos. | Squadra                 | Pt | G  | V  | VR | PR | P  | GF  | GS  | DR   |
|  | ---- | ----------------------- | -- | -- | -- | -- | -- | -- | --- | --- | ---- |
|  | 1.   | Diavoli Vicenza         | 51 | 18 | 17 | 0  | 0  | 1  | 159 | 22  | +137 |
|  | 2.   | Milano                  | 48 | 18 | 16 | 0  | 0  | 2  | 129 | 31  | +98  |
|  | 3.   | Asiago Vipers           | 43 | 18 | 13 | 2  | 0  | 3  | 89  | 51  | +38  |
|  | 4.   | Cittadella              | 34 | 18 | 10 | 2  | 0  | 6  | 60  | 73  | -13  |
|  | 5.   | CUS Verona              | 23 | 18 | 7  | 0  | 2  | 9  | 55  | 63  | -8   |
|  | 6.   | Ferrara                 | 23 | 18 | 6  | 1  | 3  | 8  | 52  | 65  | -13  |
|  | 7.   | Edera Trieste           | 19 | 18 | 4  | 3  | 1  | 10 | 44  | 61  | -17  |
|  | 8.   | Monleale                | 12 | 18 | 3  | 1  | 1  | 13 | 41  | 97  | -56  |
|  | 9.   | Old Style Torre Pellice | 10 | 18 | 3  | 0  | 1  | 14 | 26  | 87  | -61  |
|  | 10.  | Tergeste Tigers         | 7  | 18 | 2  | 0  | 1  | 15 | 28  | 133 | -105 |

Legenda:
  Squadra ammessa al Master Round.
  Squadra ammessa al Qualification Round.
Note:
Tre punti a vittoria, due per la vittoria ai tempi supplementari/tiri di rigore, uno per la sconfitta ai tempi supplementari/tiri di rigore, zero a sconfitta.
In caso di arrivo di due o più squadre a pari punti, la graduatoria finale è stilata secondo la classifica avulsa tra le squadre interessate che prevede, in ordine, i seguenti criteri:
- punti negli scontri diretti;
- differenza reti negli scontri diretti;
- differenza reti generale;
- reti realizzate in generale;
- sorteggio.

## Seconda fase

### Master Round

#### Risultati
| Andata (1ª) | Andata (1ª) | Prima giornata        | Ritorno (6ª) | Ritorno (6ª) |
|             |             |                       |              |              |
| 18 feb.     | 9-1         | Milano-Asiago Vipers  | 5-2          | 18 mar.      |
| 18 feb.     | 4-3 (dts)   | CUS Verona-Cittadella | 2-7          | 18 mar.      |

| Andata (2ª) | Andata (2ª) | Seconda giornata           | Ritorno (7ª) | Ritorno (7ª) |
|             |             |                            |              |              |
| 25 feb.     | 7-0         | Diavoli Vicenza-CUS Verona | 6-2          | 25 mar.      |
| 25 feb.     | 1-9         | Cittadella-Milano          | 2-3          | 25 mar.      |

| Andata (3ª) | Andata (3ª) | Terza giornata             | Ritorno (8ª) | Ritorno (8ª) |
|             |             |                            |              |              |
| 1º mar.     | 12-0        | Diavoli Vicenza-Cittadella | 6-2          | 1º apr.      |
| 1º mar.     | 5-2         | Asiago Vipers-CUS Verona   | 6-2          | 1º apr.      |

| Andata (4ª) | Andata (4ª) | Quarta giornata               | Ritorno (9ª) | Ritorno (9ª) |
|             |             |                               |              |              |
| 4 mar.      | 0-8         | CUS Verona-Milano             | 1-6          | 5 apr.       |
| 4 mar.      | 0-7         | Asiago Vipers-Diavoli Vicenza | 1-9          | 5 apr.       |

| \| Andata (5ª) \| Andata (5ª) \| Quinta giornata \| Ritorno (10ª) \| Ritorno (10ª) \| \| \| \| \| \| \| \| 11 mar. \| 2-1 (dts) \| Milano-Diavoli Vicenza \| 3-7 \| 8 apr. \| \| 11 mar. \| 6-5 (dts) \| Cittadella-Asiago Vipers \| 2-5 \| 8 apr. \| |             |                          |               |               |
| Andata (5ª) | Andata (5ª) | Quinta giornata          | Ritorno (10ª) | Ritorno (10ª) |
| |             |                          |               |               |
| 11 mar. | 2-1 (dts)   | Milano-Diavoli Vicenza   | 3-7           | 8 apr.        |
| 11 mar. | 6-5 (dts)   | Cittadella-Asiago Vipers | 2-5           | 8 apr.        |

#### Classifica finale Master Round
|  | Pos. | Squadra         | Pt | G | V | VR | PR | P | GF | GS | DR  |
|  | ---- | --------------- | -- | - | - | -- | -- | - | -- | -- | --- |
|  | 1.   | Diavoli Vicenza | 48 | 8 | 7 | 0  | 1  | 0 | 55 | 10 | +45 |
|  | 2.   | Milano          | 44 | 8 | 6 | 1  | 0  | 1 | 45 | 15 | +30 |
|  | 3.   | Asiago Vipers   | 32 | 8 | 3 | 0  | 1  | 4 | 25 | 42 | -17 |
|  | 4.   | Cittadella      | 23 | 8 | 1 | 1  | 1  | 5 | 23 | 46 | -23 |
|  | 5.   | CUS Verona      | 14 | 8 | 0 | 1  | 0  | 7 | 13 | 48 | -35 |

Legenda:
  Squadra ammessa ai play-off scudetto.
  Squadra campione d'Italia.
  Squadra vincitrice della Coppa Italia.
  Squadra vincitrice della Supercoppa italiana.
Note:
Vengono conservati la metà dei punti della prima fase arrotondati per eccesso.
Tre punti a vittoria, due per la vittoria ai tempi supplementari/tiri di rigore, uno per la sconfitta ai tempi supplementari/tiri di rigore, zero a sconfitta.
In caso di arrivo di due o più squadre a pari punti, la graduatoria finale è stilata secondo la classifica avulsa tra le squadre interessate che prevede, in ordine, i seguenti criteri:
- punti negli scontri diretti;
- differenza reti negli scontri diretti;
- differenza reti generale;
- reti realizzate in generale;
- sorteggio.

### Qualification Round

#### Risultati
| Andata (1ª) | Andata (1ª) | Prima giornata                          | Ritorno (6ª) | Ritorno (6ª) |
|             |             |                                         |              |              |
| 18 feb.     | 3-1         | Old Style Torre Pellice-Tergeste Tigers | 4-5          | 18 mar.      |
| 18 feb.     | 4-1         | Edera Trieste-Monleale                  | 3-2          | 18 mar.      |

| Andata (2ª) | Andata (2ª) | Seconda giornata                      | Ritorno (7ª) | Ritorno (7ª) |
|             |             |                                       |              |              |
| 25 feb.     | 6-0         | Ferrara-Tergeste Tigers               | 5-4 (dts)    | 25 mar.      |
| 25 feb.     | 4-1         | Edera Trieste-Old Style Torre Pellice | 4-5 (dtr)    | 25 mar.      |

| Andata (3ª) | Andata (3ª) | Terza giornata                | Ritorno (8ª) | Ritorno (8ª) |
|             |             |                               |              |              |
| 1º mar.     | 2-4         | Tergeste Tigers-Edera Trieste | 2-5          | 1º apr.      |
| 1º mar.     | 3-5         | Monleale-Ferrara              | 1-3          | 1º apr.      |

| Andata (4ª) | Andata (4ª) | Quarta giornata                 | Ritorno (9ª) | Ritorno (9ª) |
|             |             |                                 |              |              |
| 4 mar.      | 6-1         | Monleale-Tergeste Tigers        | 3-0          | 8 apr.       |
| 4 mar.      | 6-1         | Ferrara-Old Style Torre Pellice | 4-3          | 8 apr.       |

| \| Andata (5ª) \| Andata (5ª) \| Quinta giornata \| Ritorno (10ª) \| Ritorno (10ª) \| \| \| \| \| \| \| \| 11 mar. \| 3-2 (dts) \| Old Style Torre Pellice-Monleale \| 4-3 (dtr) \| 5 apr. \| \| 11 mar. \| 3-2 \| Edera Trieste-Ferrara \| 3-2 \| 5 apr. \| |             |                                  |               |               |
| Andata (5ª) | Andata (5ª) | Quinta giornata                  | Ritorno (10ª) | Ritorno (10ª) |
| |             |                                  |               |               |
| 11 mar. | 3-2 (dts)   | Old Style Torre Pellice-Monleale | 4-3 (dtr)     | 5 apr.        |
| 11 mar. | 3-2         | Edera Trieste-Ferrara            | 3-2           | 5 apr.        |

#### Classifica finale Qualification Round
|  | Pos. | Squadra                 | Pt | G | V | VR | PR | P | GF | GS | DR  |
|  | ---- | ----------------------- | -- | - | - | -- | -- | - | -- | -- | --- |
|  | 6.   | Edera Trieste           | 32 | 8 | 7 | 0  | 1  | 0 | 30 | 17 | +13 |
|  | 7.   | Ferrara                 | 29 | 8 | 5 | 1  | 0  | 2 | 33 | 18 | +15 |
|  | 8.   | Old Style Torre Pellice | 14 | 8 | 1 | 3  | 0  | 4 | 24 | 29 | -5  |
|  | 9.   | Monleale                | 14 | 8 | 2 | 0  | 2  | 4 | 21 | 23 | -2  |
|  | 10.  | Tergeste Tigers         | 8  | 8 | 1 | 0  | 1  | 6 | 15 | 36 | -21 |

Legenda:
  Squadra ammessa ai play-off scudetto.
  Squadra ammessa ai play-out salvezza.
      Retrocessa in Serie B 2023-2024.
Note:
Vengono conservati la metà dei punti della prima fase arrotondati per eccesso.
Tre punti a vittoria, due per la vittoria ai tempi supplementari/tiri di rigore, uno per la sconfitta ai tempi supplementari/tiri di rigore, zero a sconfitta.
In caso di arrivo di due o più squadre a pari punti, la graduatoria finale è stilata secondo la classifica avulsa tra le squadre interessate che prevede, in ordine, i seguenti criteri:
- punti negli scontri diretti;
- differenza reti negli scontri diretti;
- differenza reti generale;
- reti realizzate in generale;
- sorteggio.

## Play-off scudetto
|  | Quarti di finale | Quarti di finale        | Quarti di finale | Quarti di finale | Quarti di finale |   |                 | Semifinali | Semifinali | Semifinali | Semifinali | Semifinali | Semifinali | Semifinali |  |  | Finale | Finale          | Finale | Finale | Finale | Finale | Finale |
|  |                  |                         |                  |                  |                  |   |                 |            |            |            |            |            |            |            |  |  |        |                 |        |        |        |        |        |
|  | 1                | Diavoli Vicenza         | 16               | 6                |                  |   |                 |            |            |            |            |            |            |            |  |  |        |                 |        |        |        |        |        |
|  | 8                | Old Style Torre Pellice | 0                | 3                |                  |   |                 |            |            |            |            |            |            |            |  |  |        |                 |        |        |        |        |        |
|  | 8                | Old Style Torre Pellice | 0                | 3                |                  | 1 | Diavoli Vicenza | 9          | 5          | 14         |            |            |            |            |  |  |        |                 |        |        |        |        |        |
|  |                  |                         |                  |                  |                  | 1 | Diavoli Vicenza | 9          | 5          | 14         |            |            |            |            |  |  |        |                 |        |        |        |        |        |
|  |                  | 5                       | CUS Verona       | 4                | 2                | 2 |                 |            |            |            |            |            |            |            |  |  |        |                 |        |        |        |        |        |
|  | 4                | 5                       | CUS Verona       | 4                | 2                | 2 | Cittadella      | 4          | 3          | 1          |            |            |            |            |  |  |        |                 |        |        |        |        |        |
|  | 4                |                         |                  |                  |                  |   | Cittadella      | 4          | 3          | 1          |            |            |            |            |  |  |        |                 |        |        |        |        |        |
|  | 5                | CUS Verona              | 5                | 2                | 6                |   |                 |            |            |            |            |            |            |            |  |  |        |                 |        |        |        |        |        |
|  |                  |                         |                  |                  |                  |   |                 |            |            |            |            |            |            |            |  |  | 1      | Diavoli Vicenza | 6      | 3      | 2      | 3      |        |
|  |                  |                         | 2                | Milano           | 1                | 5 | 1               | 2          |            |            |            |            |            |            |  |  |        |                 |        |        |        |        |        |
|  | 3                | Asiago Vipers           | 2                | 3                |                  |   |                 |            |            |            |            |            |            |            |  |  |        |                 |        |        |        |        |        |
|  | 6                | Edera Trieste           | 1                | 1                |                  |   |                 |            |            |            |            |            |            |            |  |  |        |                 |        |        |        |        |        |
|  | 6                | Edera Trieste           | 1                | 1                |                  | 3 | Asiago Vipers   | 2          | 3          | 2          |            |            |            |            |  |  |        |                 |        |        |        |        |        |
|  |                  |                         |                  |                  |                  | 3 | Asiago Vipers   | 2          | 3          | 2          |            |            |            |            |  |  |        |                 |        |        |        |        |        |
|  |                  | 2                       | Milano           | 6                | 5                | 5 |                 |            |            |            |            |            |            |            |  |  |        |                 |        |        |        |        |        |
|  | 2                | 2                       | Milano           | 6                | 5                | 5 | Milano          | 4          | 4          |            |            |            |            |            |  |  |        |                 |        |        |        |        |        |
|  | 2                |                         |                  |                  |                  |   | Milano          | 4          | 4          |            |            |            |            |            |  |  |        |                 |        |        |        |        |        |
|  | 7                | Ferrara                 | 1                | 1                |                  |   |                 |            |            |            |            |            |            |            |  |  |        |                 |        |        |        |        |        |

## Play-out salvezza
| Squadra 1 | Totale | Squadra 2       | Gara 1 | Gara 2 | Gara 3 |
| --------- | ------ | --------------- | ------ | ------ | ------ |
| Monleale  | 2 - 1  | Tergeste Tigers | 7 - 0  | 0 - 1  | 5 - 1  |

## Verdetti
| Verdetto                    | Club                        |
| --------------------------- | --------------------------- |
| Campione d'Italia 2022-2023 | Diavoli Vicenza (2º titolo) |
| Retrocessa in Serie B       | Tergeste Tigers             |